# Stenoma crambina
Stenoma crambina es una especie de polilla del género Stenoma, orden Lepidoptera.
Fue descrita científicamente por Busck en 1920.

## Distribución
Se distribuye por México.